# Montemurlo
Montemurlo település Olaszországban, Toszkána régióban, Prato megyében. Lakosainak száma 19 105 fő (2023. január 1.). Montemurlo Cantagallo, Prato, Agliana, Montale és Vaiano községekkel határos.

## Népesség
A település lakossága az elmúlt években az alábbi módon változott:
| Lakosok száma | 18 610 | 18 779 | 19 105 |
|               | 2017   | 2018   | 2023   |